# Cassegrain (cráter)
Cassegrain es un cráter de impacto que se encuentra en la cara oculta de la Luna, más allá de la extremidad del sudeste, al sureste del cráter de mayor tamaño Lebedev y al noreste de Priestley, de tamaño comparable.
El interior de este cráter tiene un suelo de tonos relativamente oscuros, una característica que tiene en común con otros cráteres hacia el oeste y noroeste, que forman parte del Mare Australe. El suelo está nivelado y en su mayoría sin rasgos distintivos, a excepción de algunos depósitos en la esquina noroeste. El borde está más fuertemente desgastado en el lado noroeste que en otros lugares, y la pared interna restante muestra un talud caído por debajo del borde.

## Cráteres satélite
Por convención estos elementos son identificados en los mapas lunares poniendo la letra en el lado del punto medio del cráter que está más cerca de Cassegrain.
|            | \| Cassegrain \| Coordenadas \| Diámetro \| \| ---------- \| ------------------------------- \| -------- \| \| B \| 49°00′S 114°00′E / -49.0, 114.0 \| 39 km \| \| H \| 53°06′S 115°36′E / -53.1, 115.6 \| 28 km \| \| K \| 55°00′S 113°30′E / -55.0, 113.5 \| 17 km \| |          |
| Cassegrain | Coordenadas | Diámetro |
| B          | 49°00′S 114°00′E / -49.0, 114.0 | 39 km    |
| H          | 53°06′S 115°36′E / -53.1, 115.6 | 28 km    |
| K          | 55°00′S 113°30′E / -55.0, 113.5 | 17 km    |